# Waldangelloch
Waldangelloch is een plaats in de Duitse gemeente Sinsheim, deelstaat Baden-Württemberg, en telt 1.634 inwoners (31-12-2017).
Waldangelloch ligt in de landstreek Kraichgau, aan een beek, de Waldangelbach, tussen enkele, ruim 250 m hoge heuvels. Het is van oorsprong een door bossen omgeven boerendorp, dat rondom een in het begin van de 13e eeuw gebouwd kasteel ontstond. Twee kleine huisjes bij het dorp staat op een oude hoektoren van dit kasteel. Verder is er nagenoeg niets meer van overgebleven. 
Voor geschiedkundige informatie over het dorp zie onder Kraichgau en de in het kader vermelde pagina op de website van de gemeente Sinsheim.In de 19e eeuw was er aanvankelijk grote armoede in het dorp. Veel inwoners emigreerden. In 1861 kwam de nog bestaande evangelisch-lutherse kerk van het dorp gereed. Van 1880 tot plm. 1960 waren er ongeveer tien kleine sigarenfabrieken, in de 20e eeuw ook enige kousen-naaiateliers gevestigd. Van 1902 tot 1971 had het dorp een station aan een klein spoorlijntje naar Wiesloch. Kort na de Tweede Wereldoorlog immigreerde een groep van enkele honderden Heimatvertriebene, mensen van Duitse origine, uit de Hongaarse plaats Pomáz.
Ten oosten van Waldangelloch, in de richting van de tot Weiler behorende Buchenauerhof met zijn evangelisch-lutherse zendingskantoor, bevindt zich een golfterrein met 9 holes.
Zie verder onder Sinsheim.

## Afbeeldingen

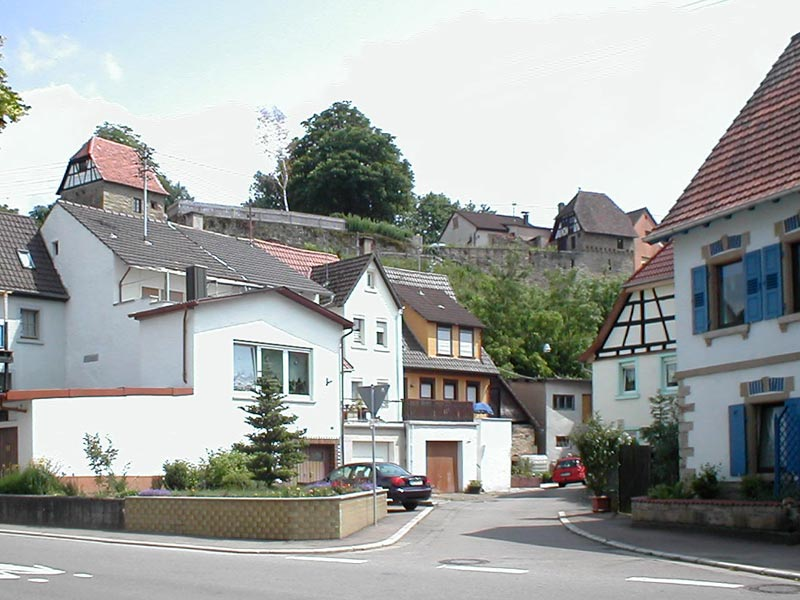
Blik vanuit het dorp op de voormalige kasteelheuvel
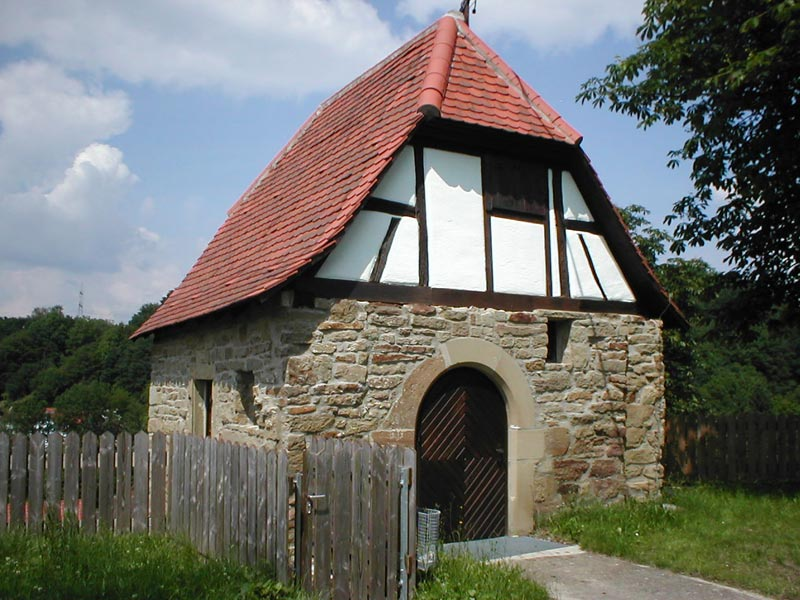
Huisje op voormalige hoektoren Burg Waldangelloch
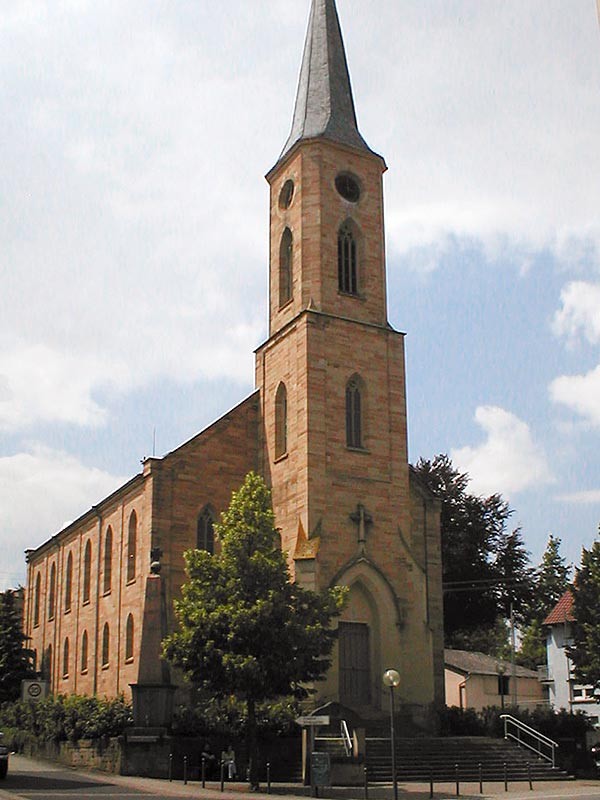
Evang.-lutherse kerk
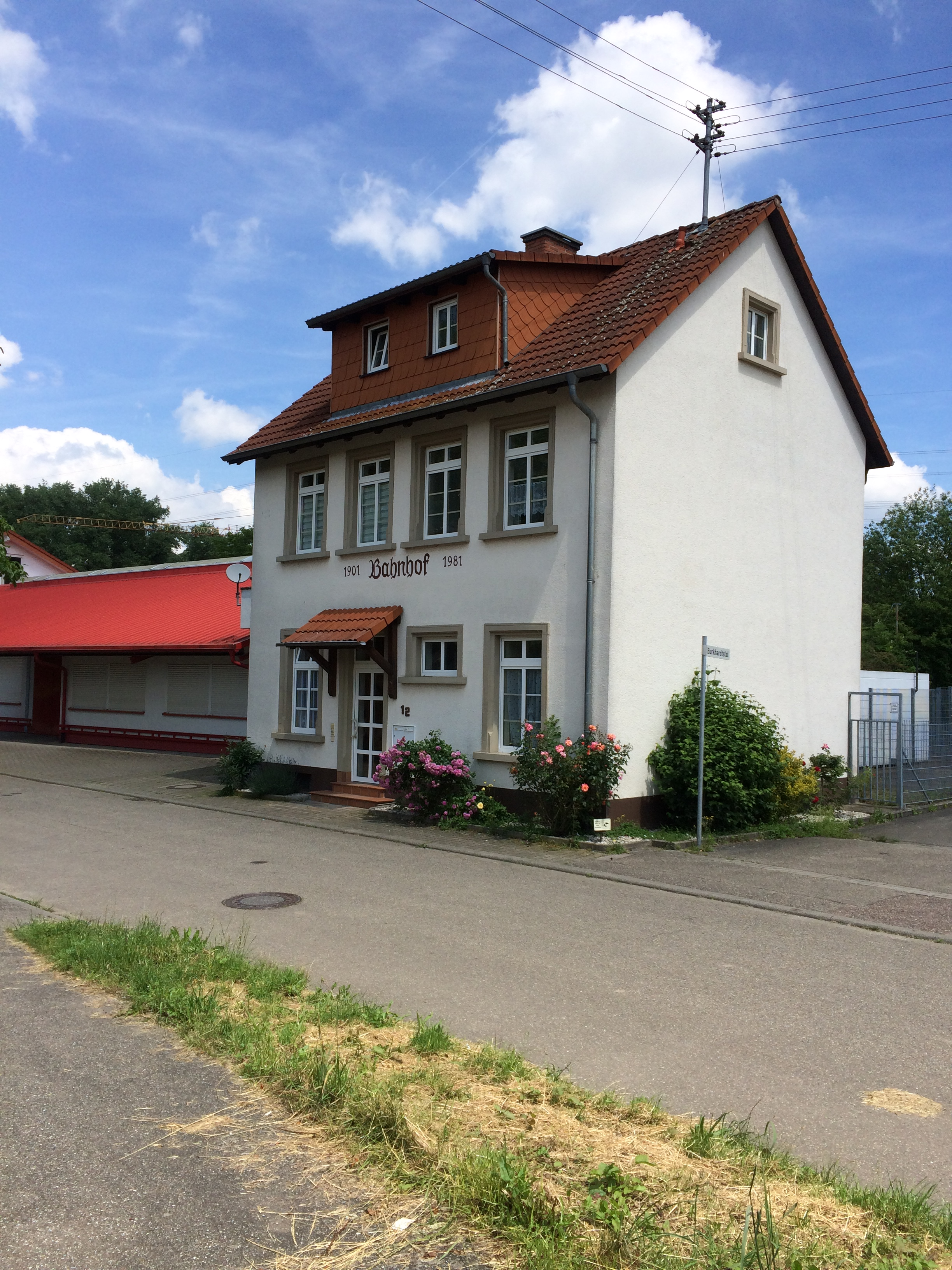
Voormalig station

Adersbach · Dühren · Ehrstädt · Eschelbach · Hasselbach · Hilsbach · Hoffenheim · Sinsheim · Reihen · Rohrbach · Steinsfurt · Waldangelloch · Weiler